# 20 000 mil podmorskiej żeglugi (film 1997)
20 000 mil podmorskiej żeglugi (ang. 20,000 Leagues Under the Sea) – amerykański film telewizyjny z 1997 roku. Film jest adaptacją powieści Dwadzieścia tysięcy mil podmorskiej żeglugi Juliusza Verne’a.

## Obsada
Źródło: Filmweb
- Richard Crenna - Profesor Henry Arronax
- Paul Gross - Ned Land
- Julie Cox - Sophie Aronnax / Charlie Darwin
- Ben Cross - Kapitan Nemo
- Joshua Brody - Percy
- Susannah Fellows - Matka Percy'ego
- James Vaughan - Ojciec Percy'ego

i inni.